# I Walk the Line (album Johnny Cash)
I Walk the Line è l'undicesimo album in studio del cantante country Johnny Cash ed è il suo dodicesimo album ad essere stato pubblicato dalla Columbia Records, nel giugno 1964.
Anche se il titolo potrebbe far pensare ad un "Greatest Hits", l'album è composto da materiale originale, seppur comprendente otto rifacimenti di brani già pubblicati precedentemente da Sun Records e Columbia. Il brano Understand Your Man diventerà il lato A di un singolo che raggiungerà il no. 1 nella classifica country, mentre Bad News aveva già raggiunto il no. 8 prima dell'uscita dell'album.

## Tracce
1. I Walk the Line (Johnny Cash)
Già singolo nel 1956 e presente su Johnny Cash with His Hot and Blue Guitar (1957)
2. Bad News (John B. Loudermilk)
3. Folsom Prison Blues (Johnny Cash)
Già singolo nel 1956 e presente su Johnny Cash with His Hot and Blue Guitar (1957)
4. Give My Love to Rose (Johnny Cash)
Già singolo nel 1958 e presente su Johnny Cash Sings Hank Williams (1960)
5. Hey Porter (Johnny Cash)
Già singolo nel 1955 e presente su Now Here's Johnny Cash (1961)
6. I Still Miss Someone (Johnny Cash)
Già singolo nel 1958 e presente su The Fabulous Johnny Cash (1959)
7. Understand Your Man (Johnny Cash)
8. The Wreck of the Old '97 (Bob Johnson, Norman Blake, arr. da Johnny Cash)
Pubblicato originariamente su Johnny Cash with His Hot and Blue Guitar (1957)
9. Still in Town (Harlan Howard, Hank Cochran)
10. Big River (Johnny Cash)
Già lato B di Ballad of a Teenage Queen (1957) e presente su Johnny Cash Sings the Songs That Made Him Famous (1958)
11. Goodbye Little Darlin' Goodbye (Gene Autrin, Johnny Marvin)
Già presente su All Aboard the Blue Train (1962)
12. Troublesome Waters (Maybelle Carter, Dixie Dean)

## Musicisti
- Johnny Cash - Voce
- Luther Perkins - Chitarra Guida
- Norman Blake - Chitarra Acustica/Dobro
- Bob Johnson, Jack Clement - Chitarra Ritmica
- Marshall Grant - Basso
- W.S. Holland - Percussioni
- Bill Pursell - Piano
- Don Helms - Steel Guitar
- Karl Garvin, Bill McElhiney - Tromba
- Rufus Long - Flauto
- The Carter Family - Armonie Vocali

### Altri collaboratori
- Don Law - Produttore
- Frank Jones - Produttore